# HD27217
HD27217 — хімічно пекулярна зоря спектрального класу A1, що має видиму зоряну величину в смузі V приблизно  8,3.
Вона  розташована на відстані близько 1006,7 світлових років від Сонця.